# نشانگان مونشهایزن نیابتی
اختلال ساختگی تحمیل‌شده به دیگری، همچنین به عنوان بیماری ساختگی یا القایی توسط توانبخشان، شناخته می شود، و اولین بار به عنوان سندرم مونشهایزن نیابتی نامیده شده، یک اختلال روانی است که در آن یک توانبخش مشکلات سلامتی ظاهری یا دروغی را در فرد توان‌یاب (معمولاً فرزندش) ایجاد می‌کند. این کار ممکن است شامل آسیب‌رساندن به کودک یا دست‌کاری نمونه‌های آزمایشش باشد. سپس توانبخش فرد را بیمار یا مجروح معرفی می‌کند. ممکن است در نتیجه ابتلای توانبخش او به این اختلال، آسیب دائمی یا مرگ قربانی رخ دهد. این رفتار بدون منفعت خاصی برای توانبخش رخ می‌دهد.
علت این اختلال ناشناخته است.  انگیزه اصلی ممکن است جلب‌توجه و یا گول‌زدن پزشکان باشد.  عوامل ایجاد این اختلال می‌تواند عوارض مربوط به بارداری باشد یا توانبخش، خود مادری است که در کودکی مورد آزار و اذیت قرار گرفته یا اختلال ساختگی به‌خود تحمیل‌شده داشته‌است. تشخیص این اختلال وقتی است که حذف توانیاب از توانبخش منجر به بهبود نشانه‌هایش می‌شود یا نظارت تصویری بدون اطلاع توانبخش، مشکلی را نشان می‌دهد. قربانیان مبتلا به این اختلال را دچارشده به نوعی آزار جسمی و بی‌توجهی پزشکی در نظر می‌گیرند.
درمان این اختلال در «توانبخش» آسیب‌دیده ممکن است مستلزم قرار دادن کودکش تحت سرپرستی موقت باشد. مشخص نیست که درمان اختلال چقدر موثر است. فرض بر این است که ممکن است برای کسانی که اذعان دارند مشکل دارند کار کند. شیوع این اختلال ناشناخته است،  اما به نظر می‌رسد نسبتاً نادر باشد.  بیش از ۹۵ درصد موارد مربوط به مادر فرد است.
این بیماری اولین‌بار در سال ۱۹۷۷ توسط متخصص کودکان بریتانیایی روی میدو به عنوان "سندرم مونشهایزن نیابتی" نامگذاری شد.  برخی از جنبه‌های این اختلال ممکن است نشان‌دهنده رفتار مجرمانه باشد.